# Cristoberea assamensis
Cristoberea assamensis là một loài bọ cánh cứng trong họ Cerambycidae.